# Кильмаматов, Рамиль Исмагилович
Рамиль Исмагилович Кильмаматов (10 сентября 1949 — 12 апреля 2019, Уфа) — российский фотохудожник. Народный художник Республики Башкортостан, Лауреат Государственный премии Республики Башкортостан имени Салавата Юлаева, Заслуженный работник культуры России и Башкортостана. Почётный член и секретарь Союза фотохудожников России с 1990 года, председатель Башкирского отделения.
Заведующий кинофотоотделом Республиканского центра народного творчества «Агидель».
Лауреат Республиканской премии имени Салавата Юлаева (2010). Из Указа от 4 октября 2010 года:

Присудить Государственные премии Республики Башкортостан имени Салавата Юлаева в области литературы, искусства и архитектуры:

Кильмаматову Рамилю Исмагиловичу, фотохудожнику, заведующему кинофотоотделом государственного учреждения культуры «Республиканский центр народного творчества» — за плодотворную выставочную деятельность и авторские книги-фотоальбомы «Башкортостан в сердце моем», «Башкортостан — мой отчий дом». — http://www.presidentrb.ru/rus/dokumenti/ukazi/1578.html

## Фотовыставки в 21 веке
- 2001 — Персональная выставка «Жизнь прекрасна!» Уфа ТСК «Гостиный двор», февраль¶
- 2001 — Персональная выставка «Башкортостан», Амстердам Голландия, март
- 2001 — Персональная выставка «Я вас люблю!», Уфа, ТДК Гостиный двор, март
- 2001 — Персональная выставка «Я вас люблю!»,Франция, Париж, галерея ЮНЕСКО, апрель
- 2001 — Республиканская выставка «Мой Башкортостан», Азербайджан Баку, республикан. выставоч. зал, май
- 2001 — Персональная выставка «Мой Башкортостан», С. Петербург, театр им. В. Ф. Комиссаржевской, июнь
- 2002 — Персональная выставка «Башкортостан — любовь моя», Италия, Венеция, Флоренция, Рим по программе Ассамблеи Всемирной федерации клубов ЮНЕСКО, октябрь
- 2003 — Персональная выставка «Мой Башкортостан», Германия, Бодензее, июнь
- 2004 — Персональная выставка «От сердца к сердцу», Германия, Люберленген, Оверленген, июнь; ГДК
- 2004 — Персональная выставка «Жизнь прекрасна», Уфа, ТДК Гостиный Двор, сентябрь-октябрь
- 2004 — Персональная выставка «Жизнь прекрасна», Благоварский район ДК, октябрь-ноябрь
- 2005 — Персональная выставка «Башкортостан сегодня», Минск, Белорусский государственный университет, Берлин, здание Рейхстага, Страссбург (Франция), галерея Европарламента, Париж выст. зал ЮНЕСКО, Лион, городской выст. зал, по программе ЮНЕСКО «Великой Победе- 60 лет», январь
- 2005 — Персональная выставка «Туймазы и туймазинцы», Туймазы ГДК, январь
- 2005 — Персональная выставка «Дюртюлинцы», Дюртюли, галерея городского музея, март
- 2005 — Персональная выставка «Трагедия над озером Боден», Швейцария, Цюрих, 5-16 июня
- 2005 — «Мой Башкортостан», Турция, Мерсин, Мут, Анамур, Тарсус, в рамках мероприятий ТЮРКСОЯ, сентябрь
- 2006 — Персональная выставка «Башкортостан. На пути созидания», посвященная 15-летию суверенитета РБ, Уфа, Национальный музей РБ, октябрь
- 2005 — «Дети солнца», Турция глазами фотохудожника, Уфа, ТДК Гостиный Двор, ноябрь
- 2005 — «Башкортостан — XXI век», Египет, Хургада, выст.зал отеля Дана-Бич, декабрь
- 2006 — «Башкортостан — XXI век», Санкт-Петербург, дворец Белозёровых- Белосельских, февраль
- 2006 — «Земля моя Башкортостан», «Дети солнца», «Праздник Сабантуй», в рамках Дней культуры Башкортостана в Турецкой республике, Турция, Стамбул, июнь
- 2006 — «С любовью к земле Баймакской», посвященная 450-летию присоединения Башкирии к России, Уфа, ТДК «Гостиный двор», 25 октября.